# 怒犯天條
《怒犯天條》（英語：Dogma）是一部於1999年上映的美國奇幻喜劇片，由凱文·史密斯執導、編劇和剪輯。本片為View Askew宇宙的第四部電影。電影主演包括班·艾佛列克、麥特·戴蒙、琳達·佛倫提諾、莎瑪·海雅克、克里斯·洛克、傑森·李、艾倫·瑞克曼和傑森·繆斯。
《怒犯天條》最先於1999年5月21日在第52屆坎城影展上作全球首映，並於1999年11月12日在美國上映。
本片因對天主教和羅馬天主教會有著無禮對待的諷刺內容，而引起了很大的爭議，甚至在首映前遭到天主教聯盟譴責其為「褻瀆」。因該組織的抗議使得電影在許多國家延期上映，並讓史密斯收到至少兩個死亡威脅。但儘管如此，《怒犯天條》獲得的口碑仍以正面居多。

## 劇情
劇情圍繞著兩名被打入凡間的墮落天使洛奇和巴托比上，兩人打算利用天主教教義的漏洞，來穿越紐澤西教堂的門，以使自己重新回到天堂成為神；但由於建立在存在原則下，上帝是絕對正確的，所以他們一旦成功便會證明上帝是錯的，並為此抹煞掉所有創造的一切，包括全人類。
為了不讓這事的發生，熾天使梅塔特隆派遣了被認為是「耶穌的血親」的貝莎妮和兩位先知前往紐澤西州阻止。

## 演員
- 班·艾佛列克 飾 巴托比（Bartleby）
- 麥特·戴蒙 飾 洛奇（Loki）
- 琳達·佛倫提諾（英语：Linda Fiorentino） 飾 貝莎妮·史隆（Bethany Sloane）
- 莎瑪·海雅克 飾 賽倫提比蒂（Serendipity）
- 傑森·李 飾 亞茲拉爾（Azrael）
- 艾倫·瑞克曼 飾 梅塔特隆（Metatron）
- 克里斯·洛克 飾 魯佛斯（Rufus）
- 傑森·繆斯 飾 傑（Jay）
- 凱文·史密斯 飾 沉默鮑勃（Silent Bob）[註 1]
- 喬治·卡林 飾 紅衣主教伊格尼修斯·葛瑞克（Cardinal Ignatius Glick）
- 艾拉妮絲·莫莉塞特 飾 神（God）
- 巴德·寇特（英语：Bud Cort） 飾 約翰·多·澤西／神（John Doe Jersey／God）
- 貝蒂·艾貝爾林（英语：Betty Aberlin） 飾 修女
- 傑夫·安德森 飾 槍械店老闆
- 布萊恩·歐哈隆 飾 葛蘭·希克斯（Grant Hicks）
- 珍妮娜·葛羅佛（英语：Janeane Garofalo） 飾 莉茲（Liz）
- 德懷特·尤厄爾（英语：Dwight Ewell） 飾 凱恩（Kane）
- 吉尼維爾·透納（英语：Guinevere Turner） 飾 轉運站售票員
- 布萊恩·強森（英语：Bryan Johnson (comic book writer)） 飾 抗議者#1／史蒂夫-戴夫·普瓦斯提（Steve-Dave Pulasti）
- 華特·弗拉納根（英语：Walt Flanagan） 飾 抗議者#2／粉絲男孩華爾特（Walter the fanboy）
- 巴雷特·哈克尼 飾 地獄三人組#1
- 傑瑞德·芬尼沃斯 飾 地獄三人組#2
- 北尾櫻井 飾 地獄三人組#3
- 伊森·索普 飾 各各他（Golgothan，配音）

## 音樂
電影的原聲輯在美國於1999年11月2日發行，由華納兄弟唱片公司負責。電影的作曲家為霍華·蕭，他主要負責創作管弦配樂，而歌曲部分則由艾拉妮絲·莫莉塞特所創作。Allmusic的史蒂芬·湯瑪士·艾爾維恩給了該樂譜一個肯定的評價，他評論：「交替著誇張和幽默」和「豐富且令人印象深刻的」。
倫敦愛樂樂團也負責了十項曲目中的兩項。

## 反響

### 評價
《怒犯天條》獲得的評價以正面居多。爛番茄根據126篇專業影評，新鮮度67%，平均得分6.2／10；該網站共識：「挑釁性與大膽，《怒犯天條》是一個充分的宗教諷刺，但其尊重和不敬則是不夠均衡」。Metacritic則獲得62分，整體好評多過負評。
因內容敏感而使得電影遭受到一些宗教團體批評，特別是天主教聯盟譴責其為「褻瀆」。其他團體則在電影放映的戲院外進行抗議活動，但影評人羅傑·伊伯特本身也是名天主教，他指出官方並沒有反對著天主教會；伊伯特表示：「我們在這個國家實際有著不同意宗教的自由」，以及「褻瀆不是一種犯罪」。伊伯特給予了《怒犯天條》3.5顆星（滿分4顆星）的好評。

### 票房
在美國，《怒犯天條》於其首映週末以866萬美元的票房位居當週票房排名第三，排於冠軍《神奇寶貝劇場版：超夢的逆襲》與亞軍《人骨拼圖》之後。《怒犯天條》在美國的票房最終總計為3065萬美元，再加上DVD銷售使得電影票房總計為3140萬美元。

## 備註
1. ↑  凱文·史密斯亦有一個在教堂的客串鏡頭。

## 外部連結
- 互联网电影数据库（IMDb）上《怒犯天條》的资料（英文）
- AllMovie上《怒犯天條》的资料（英文）
- Box Office Mojo上《怒犯天條》的資料（英文）
- 爛番茄上《怒犯天條》的資料（英文）
- 豆瓣电影上《怒犯天條》的資料 （简体中文）
- Metacritic上《怒犯天條》的資料（英文）
- Why are Catholics so set on dogging "Dogma"?
- God Stuff: Kevin Smith Chases Jehovah
- Radio Interview with Kevin Smith from FBi 94.5 Sydney Australia